# (11289) Frescobaldi
(11289) Frescobaldi ist ein Asteroid des äußeren Hauptgürtels, der am 2. August 1991 von dem belgischen Astronomen Eric Walter Elst am La-Silla-Observatorium der Europäischen Südsternwarte in Chile (IAU-Code 809) entdeckt wurde. Unbestätigte Sichtungen des Asteroiden hatte es vorher schon mehrere gegeben: am 18. Dezember 1976 unter der vorläufigen Bezeichnung 1976 YP5 am Krim-Observatorium in Nautschnyj sowie mehrmals am Karl-Schwarzschild-Observatorium im Tautenburger Wald, und zwar am 12. Januar 1988 (1988 AL3), am 4. Februar 1989 (1989 CS6) und am 6. März 1989 (1989 EP7).
Der Asteroid gehört zur Themis-Familie, einer Gruppe von Asteroiden, die nach (24) Themis benannt wurde. Nach der SMASS-Klassifikation (Small Main-Belt Asteroid Spectroscopic Survey) wurde bei einer spektroskopischen Untersuchung von Gianluca Masi, Sergio Foglia und Richard P. Binzel bei (11289) Frescobaldi von einer dunklen Oberfläche ausgegangen, es könnte sich also, grob gesehen, um einen C-Asteroiden handeln.
Die zeitlosen (nichtoskulierenden) Bahnelemente von (11289) Frescobaldi sind fast identisch mit denjenigen des kleineren, wenn man von der Absoluten Helligkeit von 14,9 gegenüber 13,3 ausgeht, Asteroiden (12969) 3482 T-3.
(11289) Frescobaldi wurde am 2. März 2000 nach dem italienischen Komponisten und Organisten Girolamo Frescobaldi (1583–1643) benannt. Frescobaldi gilt zusammen mit Jan Pieterszoon Sweelinck als der einflussreichste Komponist für Tasteninstrumente der ersten Hälfte des 17. Jahrhunderts. Nach Sweelinck wurde 1997 der Asteroid des äußeren Hauptgürtels (7621) Sweelinck benannt.